# Sphaerodactylus williamsi
Sphaerodactylus williamsi är en ödleart som beskrevs av  Thomas och SCHWARTZ 1983. Sphaerodactylus williamsi ingår i släktet Sphaerodactylus och familjen geckoödlor. IUCN kategoriserar arten globalt som akut hotad. Inga underarter finns listade i Catalogue of Life.